# El cocherito leré (obra de teatro)
El cocherito leré es una obra de teatro musical infantil de Ricardo López Aranda y Ángel Fernández Montesinos, estrenada en 1966.

## Argumento
Serie de escenas basadas en canciones infantiles.

## Estreno y resposiciones
- Teatro María Guerrero, Madrid, 20 de noviembre de 1966[2][3]
- Teatro Moratín, Barcelona, 3 de marzo de 1968[4]
- Teatro María Guerrero, Madrid, 27 de octubre de 1974

## Ficha técnica (extracto)
- Dirección: Ángel Fernández Montesinos
- Intérpretes: Nicolás Dueñas, Manuel Galiana, María Paz Ballesteros, Charo Soriano
- Música: Carmelo A. Bernaola
- Figurines: Víctor M. Cortezo
- Decorados: Víctor M. Cortezo y Sainz de la Peña